# Gunild Keetman
Gunild Keetman (* 5. Juni 1904 in Elberfeld; † 14. Dezember 1990 in Breitbrunn am Chiemsee) war eine deutsche Komponistin und Musikpädagogin, die besonders durch das in Zusammenarbeit mit Carl Orff entwickelte „Orff-Schulwerk“ bekannt wurde.

## Leben
Gunild Keetman wurde 1904 als Tochter einer wohlhabenden Familie in Elberfeld geboren; ihr Vater war der Konsul und Bankier Alfred Keetman (1874–1957), dessen Vorfahr Johann Keetman in das Bankhaus J. Wichelhaus eingeheiratet hatte. Das 1981 abgetragene Haus Keetman war ihr Elternhaus. Gemeinsam mit vier Geschwistern erhielt sie früh eine musikalische Ausbildung.
Nach zwei Studiensemestern in Bonn und Berlin ging sie nach München, wo sie sich an der „Günther-Schule“ mit der Verbindung von Musik und Bewegung beschäftigte. Die „Günther-Schule München – Ausbildungsstätte vom Bund für freie und angewandte Bewegung e. V.“ war 1924 von Carl Orff gemeinsam mit Dorothee Günther als Ausbildungsstätte für Gymnastik, Rhythmik, Musik und Tanz gegründet worden. Orff selbst leitete die Musikabteilung. In Zusammenarbeit mit ihm entwickelte Gunild Keetman das „Orff-Schulwerk“ als neues Modell für Musik- und Bewegungserziehung. Grundlage ihrer Arbeit bildete die Idee, das musikalisch-rhythmische Gefühl aus der Bewegung heraus zu entwickeln. Die Kinder sollten durch eine musikalische Erziehung auch zu sich selbst finden – ein Ansatz, der in der Heilpädagogik bis heute eingesetzt wird.
1936 leitete sie das Jugendorchester der „Günther-Schule“ für die Telefunken-Aufnahme des Orff-Stücks Einzug und Reigen der Kinder, das zur Eröffnung der Olympischen Spiele in Berlin aufgeführt wurde.
1949 begann Keetman das „Orff-Schulwerk“ durch Kinderkurse am Mozarteum in Salzburg zu unterrichten, später wurden die Kurse auch für Studierende angeboten. Am Orff-Institut in Salzburg trug sie die Verantwortung für die praktische Bewegungsarbeit. Von 1950 bis 1954 gab sie zusammen mit Orff fünf Bände Musik für Kinder heraus, eine Neufassung des Orff-Schulwerks. An der Musik für Kinder war Keetman mit einem großen Anteil von eigenen Kompositionen, vor allem Instrumentalstücken, beteiligt. Sie vertrat das Orff-Schulwerk auch auf Fachtagungen und trug wesentlich zu dessen Verbreitung bei. 1970 erschien ihr Buch Elementaria als didaktischer Leitfaden für den ersten Umgang mit dem Orff-Schulwerk. In ihren späteren Lebensjahren zog sich Gunild Keetman zunehmend aus der praktischen Arbeit zurück und widmete sich gemeinsam mit Minna Ronnefeld der Herausgabe zahlreicher Werke für Blockflöte.
Gunild Keetman starb Ende 1990 im Alter von 86 Jahren und wurde am 3. Januar 1991 auf dem Friedhof von Breitbrunn am Chiemsee begraben. Der Fotograf Peter Keetman war ihr Bruder.

## Werke (Auswahl)
- Carl Orff (Text), Gunild Keetman (Musik): Die Weihnachtsgeschichte (komp. 1948), Musikverlag Schott, Mainz, 1952 (Schott ED 3565)[4]
- Gunild Keetman: Stücke für Flöte und Trommel. Musikverlag Schott, Mainz (Schott ED 3625)
- Gunild Keetman: Stücke für Flöte und Trommel H. Musikverlag Schott, Mainz (Schott ED 6587)
- Carl Orff, Gunild Keetman: Musica Poetica - Orff Schulwerk 1-5 und 6-10. Schallplattendokumentation der Deutschen Harmonia Mundi.
- Gunild Keetman, Minna Ronnefeld: Elementares Blockflötenspiel. Musikverlag Schott, Mainz 1980
- Gunild Keetman, Minna Ronnefeld: Singen und Spielen zu Weihnachten. Musikverlag Schott, Mainz 1981–1985
- Gunild Keetman, Minna Ronnefeld: Kontratänze aus „The English Dancing Master“ von Lohn Playford. Musikverlag Schott, Mainz
- Gunild Keetman, Minna Ronnefeld: Alte französische Tänze. Musikverlag Schott, Mainz 1991